# Geum macrosepalum
Geum macrosepalum är en rosväxtart som beskrevs av Frank Ludlow. Geum macrosepalum ingår i släktet nejlikrotsläktet, och familjen rosväxter. Inga underarter finns listade i Catalogue of Life.